# Monographia generum Aloes et Mesembryanthemi
Monographia generum Aloes et Mesembryanthemi (abreviado Monogr. Aloes Mesembr.) es un libro con ilustraciones y descripciones botánicas que fue escrito por el médico, botánico y artista alemán Joseph de Salm-Reifferscheidt-Dyck y publicado en Bonn en 7 fascículos en los años 1836-1863 con 252 ilustraciones parcialmente coloreados.